# Bernard-Claude Panet
Pour les articles homonymes, voir Panet.
Bernard-Claude Panet, né le 9 janvier 1753 et décédé le 14 février 1833 à Québec, est un ecclésiastique canadien. Il est archevêque de Québec de 1825 à 1833.

## Biographie
Né à Québec le 9 janvier 1753, et ordonné prêtre en cette ville le 25 octobre 1778, fut élu coadjuteur de Joseph-Octave Plessis en janvier 1806. Le pape Pie VII le nomme évêque In partibus infidelium de Saldae en Maurétanie, et coadjuteur de Québec, par une bulle datée du 12 août de la même année. Joseph-Octave Plessis le consacre, sous ce titre, à la cathédrale, le 19 avril 1801. Le 12 décembre 1825, il prend possession de son siège. 
Le 16 octobre 1832, il nomme Joseph Signay administrateur de son diocèse, et se retire à l'Hôtel-Dieu de Québec, où il meurt le 14 février 1833, âgé de 80 ans et 35 jours. Son corps repose dans le sanctuaire de la cathédrale, auprès de la tombe de Joseph-Octave Plessis.

## Hommages
La rue Panet a été nommée en son honneur, en 1917, dans la ville de Québec.

## Sources
- Répertoire général du clergé canadien, par ordre chronologique depuis la fondation de la colonie jusqu'à nos jours, par Cyprien Tanguay, Montréal, Eusèbe Senécal et fils, imprimeurs-éditeurs, 1893.